# Gottfried Ferdinand von Buckisch und Löwenfels
Gottfried Ferdinand Buckisch (und Löwenfels), ab 1691 Ritter von Buckisch und Löwenfels, (getauft 28. Januar 1641 in Oels, Fürstentum Oels; † 19. Februar 1699 in Mainz) war ein deutscher Rechtswissenschaftler und Historiker.

## Leben
Buckisch war Sohn eines Richters. Er wandte sich, wie sein Vater, dem juristischen Studium zu, das er 1662 an der Universität Leipzig begann. 1667 wechselte er an die Universität Jena. Nach Abschluss der Studien war er zunächst in evangelischen Stadtverwaltungen tätig und bekleidete von 1670 bis 1676 das Amt eines Ratmanns in Strehlen. 1676 konvertierte er zum römisch-katholischen Glauben und wurde Regierungssekretär im Fürstentum Brieg. Dort widmete er sich mit Engagement der Gegenreformation. Aufgrund seiner Verdienste auf dem Gebiet der Gegenreformation und aufgrund seiner Schriften wurde er 1691 zum Ritter nobilitiert.
Buckisch wurde Assessor und Kaiserlicher Rat beim Prager Burgamt. 1692 kam er als Professor der Rechte und der Geschichte an die Universität Wien. Er verlor jedoch bereits 1694 seine Professur. Anschließend blieb er schriftstellerisch tätig, allerdings ist nicht bekannt, wie er sich in dieser Zeit verdingte. Kurz vor seinem Tod 1699 erhielt er einen Ruf auf eine Professur an die Universität Mainz.

## Schriften (Auswahl)
- Schlesische Religionsacten, 7 Bände (ab 1676 verfasst; Druckerlaubnis verweigert).
  - Prolegomena schlesischer Kirchenhistorien, Neiße 1685 (als Einleitung gedacht).
- Historia Genealogica Palatino-Neoburgico-Bavarica Oder Historische Erleuterung deß Churfürstl. Pfaltz-Neuburg-Bayrischen Regenten-Baums, Glatz 1687.
- Dissertatio Juris Publici De Regis Romanorum Tum Electione, Tum Coronatione, Prag 1689.
- Observationes historico-politicae in Instrumentum pacis Osnabrugo-Westphalicum, 2 Bände, Wien 1694–1696.